# La Malachère
La Malachère is een gemeente in het Franse departement Haute-Saône (regio Bourgogne-Franche-Comté) en telt 280 inwoners (2011). De plaats maakt deel uit van het arrondissement Vesoul.

## Geografie
De oppervlakte van La Malachère bedraagt 5,5 km²; de bevolkingsdichtheid is 50,9 inwoners per km².
De onderstaande kaart toont de ligging van La Malachère met de belangrijkste infrastructuur en aangrenzende gemeenten.

## Demografie
Onderstaande figuur toont het verloop van het inwonertal (bron: INSEE-tellingen).